# Zé Sérgio
Zé Sérgio (sinh ngày 8 tháng 3 năm 1957) là một cầu thủ bóng đá người Brasil.

## Đội tuyển bóng đá quốc gia Brasil
Zé Sérgio thi đấu cho đội tuyển bóng đá quốc gia Brasil từ năm 1978-1981.

## Thống kê sự nghiệp
| Đội tuyển bóng đá Brasil | Đội tuyển bóng đá Brasil | Đội tuyển bóng đá Brasil |
| Năm                      | Trận                     | Bàn                      |
| ------------------------ | ------------------------ | ------------------------ |
| 1978                     | 2                        | 0                        |
| 1979                     | 6                        | 0                        |
| 1980                     | 8                        | 4                        |
| 1981                     | 9                        | 1                        |
| Tổng cộng                | 25                       | 5                        |